# 로맨스 (1930년 영화)
로맨스(Romance)는 미국에서 제작된 클래런스 브라운 감독의 1930년 드라마, 멜로/로맨스 영화이다. 그레타 가르보 등이 주연으로 출연하였고 클래런스 브라운 등이 제작에 참여하였다.

## 출연

### 주연
- 그레타 가르보
- 루이스 스톤

### 조연
- 개빈 고든
- 엘리엇 뉴전트
- 플로런스 레이크
- 클래라 블랜딕
- 헨리 아메타
- 마틸드 코몽

## 제작진
- 미술: 세드릭 기븐스
- 의상: 에이드리안